# Curtin Saints
I Curtin Saints sono una squadra di football americano della Curtin University di Bentley, sobborgo della Città di Victoria Park a Perth, in Australia, fondata nel 1994.

## Dettaglio stagioni

### Tornei locali

#### Gridiron West League
| Stagione | regular season | regular season | regular season | regular season | regular season | regular season | playoff | playoff | playoff | playoff | playoff | playoff   | playoff    |
|          | Vin            | Par            | Per            | Tot            | PF             | PS             | Vin     | Per     | Tot     | PF      | PS      | risultato | avversaria |
| -------- | -------------- | -------------- | -------------- | -------------- | -------------- | -------------- | ------- | ------- | ------- | ------- | ------- | --------- | ---------- |
| 2020-21  | 4              | 2              | 6              | 12             | 298            | 233            | -       | -       | -       | -       | -       | -         | -          |
| Totale   | 4              | 2              | 6              | 12             | 298            | 233            | -       | -       | -       | -       | -       |           |            |

Fonti: Enciclopedia del Football - A cura di Roberto Mezzetti

#### Gridiron West Women's League
| Stagione | regular season | regular season | regular season | regular season | regular season | regular season | playoff | playoff | playoff | playoff | playoff | playoff    | playoff           |
|          | Vin            | Par            | Per            | Tot            | PF             | PS             | Vin     | Per     | Tot     | PF      | PS      | risultato  | avversaria        |
| -------- | -------------- | -------------- | -------------- | -------------- | -------------- | -------------- | ------- | ------- | ------- | ------- | ------- | ---------- | ----------------- |
| 2019-20  | 4              | 1              | 5              | 10             | 172            | 118            | 0       | 1       | 1       | 8       | 18      | Semifinale | Perth Blitz       |
| 2020-21  | 5              | 0              | 4              | 9              | 224            | 216            | 0       | 1       | 1       | 6       | 34      | Semifinale | Rockingham Vipers |
| Totale   | 9              | 1              | 9              | 19             | 396            | 334            | 0       | 2       | 2       | 14      | 52      |            |                   |

Fonti: Enciclopedia del Football - A cura di Roberto Mezzetti

### Riepilogo fasi finali disputate
| Anno             | Luogo            | Evento | Fase del torneo | Incontro                          | Risultato |
| 20 febbraio 2021 | Città di Vincent | GWWL   | Semifinale      | Perth Blitz - Curtin Saints       | 18 - 8    |
| 20 febbraio 2021 | Bentley          | GWWL   | Semifinale      | Rockingham Vipers - Curtin Saints | 34 - 6    |

## Palmarès
- 2 West Bowl (1995-96, 1997-98)